# Dragon's Dogma
Dragon's Dogma est un jeu vidéo de type action-RPG développé et édité par Capcom, sorti en 2012 sur PlayStation 3 et Xbox 360. Le jeu propose un environnement fantasy en monde ouvert avec une mécanique de hack’n’slash.
Une version améliorée intitulée Dragon's Dogma: Dark Arisen est sortie en avril 2013 sur PlayStation 3 et Xbox 360. Il est ensuite sorti en janvier 2016 sur Microsoft Windows, en octobre 2017 sur PlayStation 4 et Xbox One à l'occasion du cinquième anniversaire du jeu, et en avril 2019 sur Nintendo Switch.
Une adaptation en ONA est sortie en septembre 2020 sur Netflix. Une suite intitulée Dragon's Dogma II est sortie en 2024.

## Intrigue
Le jeu commence alors qu'un chevalier nommé Savan, pénètre un donjon abandonné, jonché d'ossements et infesté de monstres. Après avoir vaincu une chimère, une porte monumentale s'ouvre et lui propose un choix : continuer, ou partir.
Des siècles plus tard, dans le village de pêcheurs de Cassardis, un dragon surgit et commence à tout détruire et à massacrer les habitants. L'un d'eux (le joueur) tente vainement de s'opposer au dragon avec l'épée qu'un soldat a fait tomber dans sa fuite. Reconnaissant la valeur du villageois, le dragon lui extirpe le cœur de la poitrine, lui jette un sort, et le gobe tout rond. À son réveil, le pêcheur devient ainsi l'Insurgé (覚者 Kakusha "l’Éveillé" dans la version originale, "the Arisen" dans la version anglaise), combattant privé de son temps de vie, théoriquement immortel (qui ne vieillit plus, mais peut toujours être tué) et destiné à vaincre le dragon. L'Insurgé quitte alors le village pour la capitale, où sa quête commence.

## Système de jeu
Le joueur contrôle son personnage dont il peut déterminer la classe (trois basiques : Guerrier, Rôdeur, Mage, trois avancées : Champion, Chasseur, Sorcier, et trois mixtes : Assassin, Paladin ou Archer magique), le sexe et l'apparence physique. Chaque classe donne accès à différentes armes, équipements et styles de combat.
Le personnage est accompagné par un maximum de trois « pions », des personnages contrôlés par une intelligence artificielle pendant le combat à qui le joueur peut donner quelques ordres simples. Parmi ces pions, on compte un pion principal fixe et deux pions échangeables en ligne. Ces pions peuvent parler, conseiller le joueur et explorer d'eux-mêmes l'environnement proche.

## Accueil

### Critique
Le jeu a été bien reçu au Japon, où le journal Famitsu lui a donné la note de 34/40, avec quatre notes de 8, 9, 8 et 9/10,. Famitsu lui donne sa récompense du "Hall of Fame: Gold", saluant « la variété du système de combat, l'efficacité de la coopération avec les pions, les sous-quêtes exceptionnellement amusantes et l'unicité de chaque vocation. »
En Occident, Dragon's Dogma a également reçu des critiques généralement positives. Le site d'agrégation de critiques Metacritic donne une note de 76/100 pour la version Xbox 360 et de 79/100 pour la version PS3. Game Informer lui donne une note de 8,5/10 et le testeur explique qu« [il] a quitté le jeu en ayant le sentiment d'avoir laissé [sa] marque sur Gransys telle qu'[il] l'a voulu, au lieu d'être porté par le scénario. Quand on parle d'un monde ouvert, [il] ne pouvait rêver mieux. »
Play UK souligne un nombre d'images par seconde assez bas sur la version Xbox 360.

### Ventes
Plus d'un million d'exemplaires du jeu ont été pré-commandés au Japon. Le jeu s'est vendu à 331 064 exemplaires pendant sa première semaine en Japon, dont 302 040 sur la PlayStation 3 et 29 024 sur la Xbox 360, faisant du jeu la licence s'étant le plus vite vendu de la 7e génération. Le 4 juin 2012, 418 210 copies PlayStation 3 ont été vendues au Japon,. Aux États-Unis, le jeu s'est vendu à 92 000 copies en 5 jours. Il devient le 5e jeu le plus vendu au Royaume-Uni. Le 30 juin 2012, après un mois de commercialisation, le jeu a dépassé le million d'unités vendues dans le monde,,.